# أندريه باسكال
أندريه باسكال (بالفرنسية: André Pascal)‏ هو فنان وكاتب أغاني وملحن فرنسي وهايتي، ولد في 1932 في مارسيليا في فرنسا، وتوفي في 2001 في هيرولت في فرنسا.

## وصلات خارجية
- أندريه باسكال على موقع IMDb (الإنجليزية)
- أندريه باسكال على موقع ميوزك برينز (الإنجليزية)
- أندريه باسكال على موقع أول ميوزيك (الإنجليزية)
- أندريه باسكال على موقع ديسكوغز (الإنجليزية)